# 雷纳托·达尔阿拉球场
雷纳托·达尔阿拉球场（義大利語：Stadio Renato Dall'Ara），是一座位于意大利博洛尼亚的一个多功能体育場，目前是意甲球會博洛尼亚足球俱乐部主场。该球場建于1927年，可容纳38,279 名觀眾。该体育场以博洛尼亚前市长雷纳托·达尔阿拉（1892-1964 ）的名字命名。
该体場館举办过1934年國際足協世界杯和1990年國際足協世界杯的比赛。
該場館坐落於薩拉戈薩区，距市中心約3.5公里。它定期举办博洛尼亚的主场比赛。它拥有38,279个座位，是意大利容納人數第11多的體育場。若舉辦音樂會，其座位數量可升至55,000。

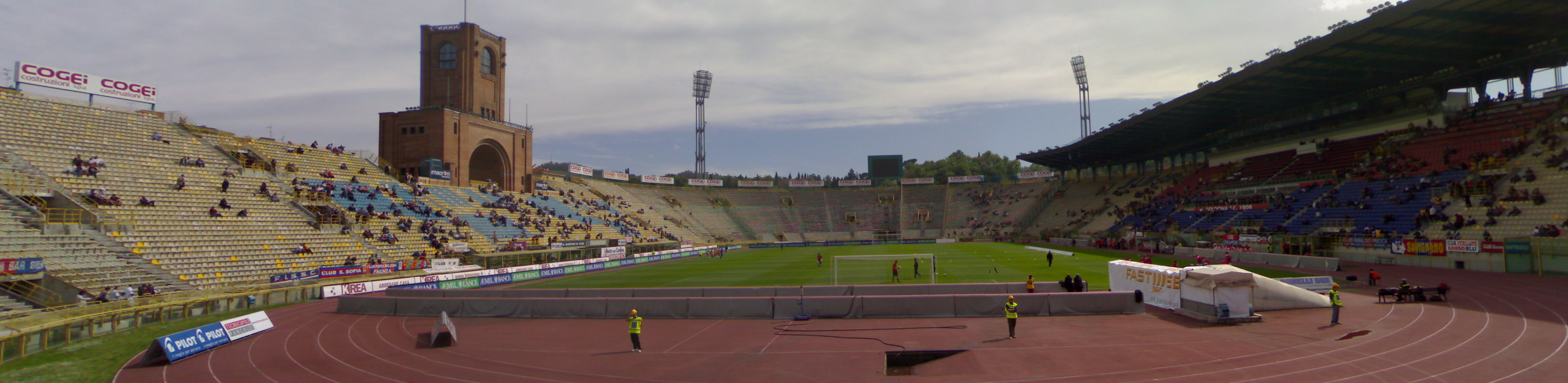
雷納托·達爾阿拉體育場全景

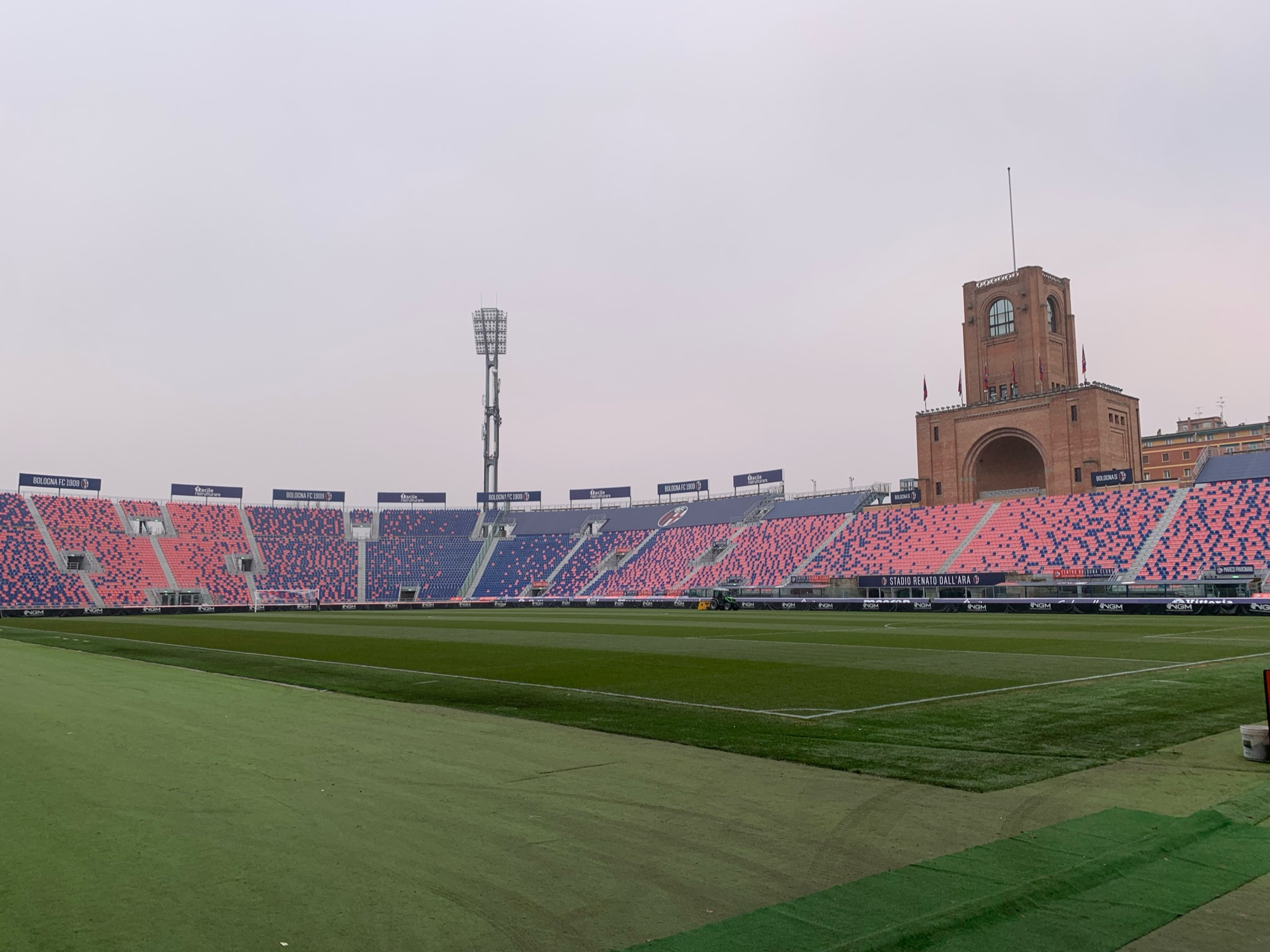
雷纳托·达尔阿拉体育场（2021）

## 1934年国际足联世界杯
1934年国际足联世界杯有两场比赛在此進行。
| 日期               | 球隊 #1 | 比分 | 球隊 #2 | 輪次         |
| ------------------ | ------- | ---- | ------- | ------------ |
| 1934年5月27日      | 瑞典    | 3–2  | 阿根廷  | 十六強       |
| 1934 年 5 月 31 日 | 奥地利  | 2–1  | 匈牙利  | 四分之一决赛 |

## 1990年国际足联世界杯
該場館是1990年FIFA世界杯的場館之一。
| 日期       | 球隊 #1  | 比分       | 球隊 #2  | 輪次   |
| ---------- | -------- | ---------- | -------- | ------ |
| 1990-06-09 | 阿联酋   | 0–2        | 哥伦比亚 | D组    |
| 1990-06-14 | 南斯拉夫 | 1–0        | 哥伦比亚 | D组    |
| 1990-06-19 | 南斯拉夫 | 4–1        | 阿联酋   | D组    |
| 1990-06-26 | 英格兰   | 1–0 (加時) | 比利时   | 十六强 |